# Château-l'Abbaye

Château-l'Abbaye este o comună în departamentul Nord, Franța. În 1 ianuarie 2022 avea o populație de 886 de locuitori.